# Калининградское пробство

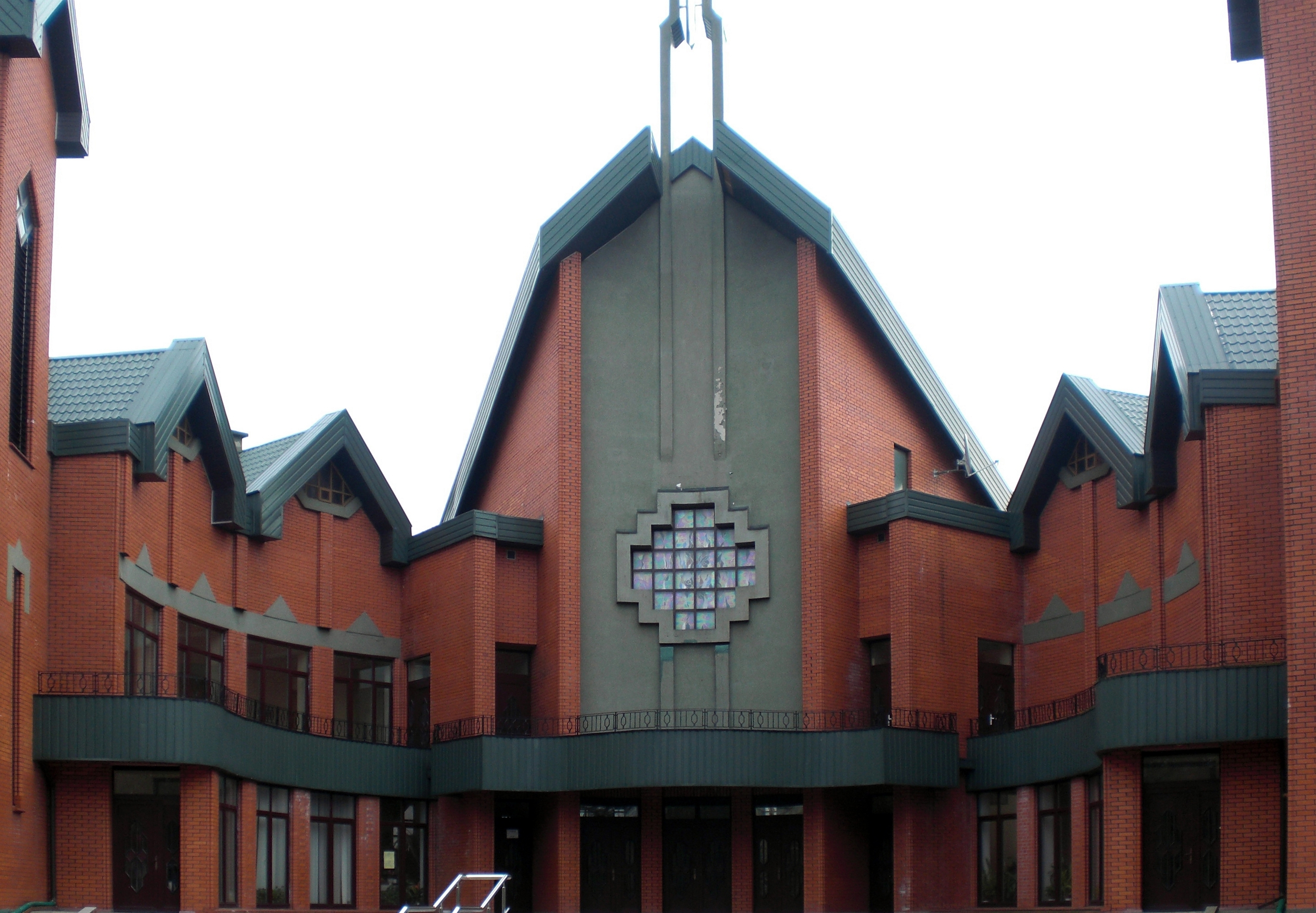
Церковь Воскресения в Калининграде

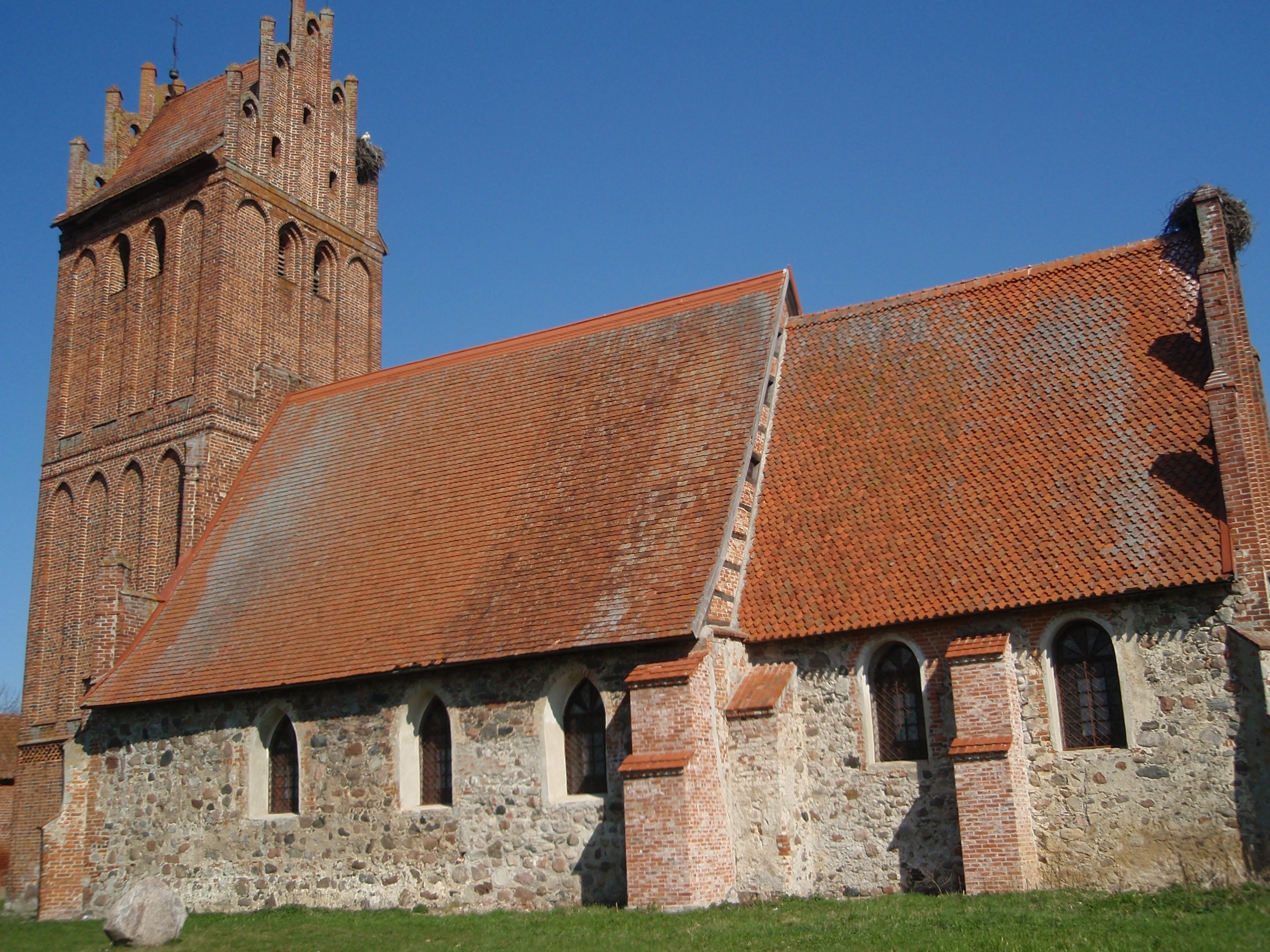
Мюльхаузенская кирха в посёлке Гвардейское

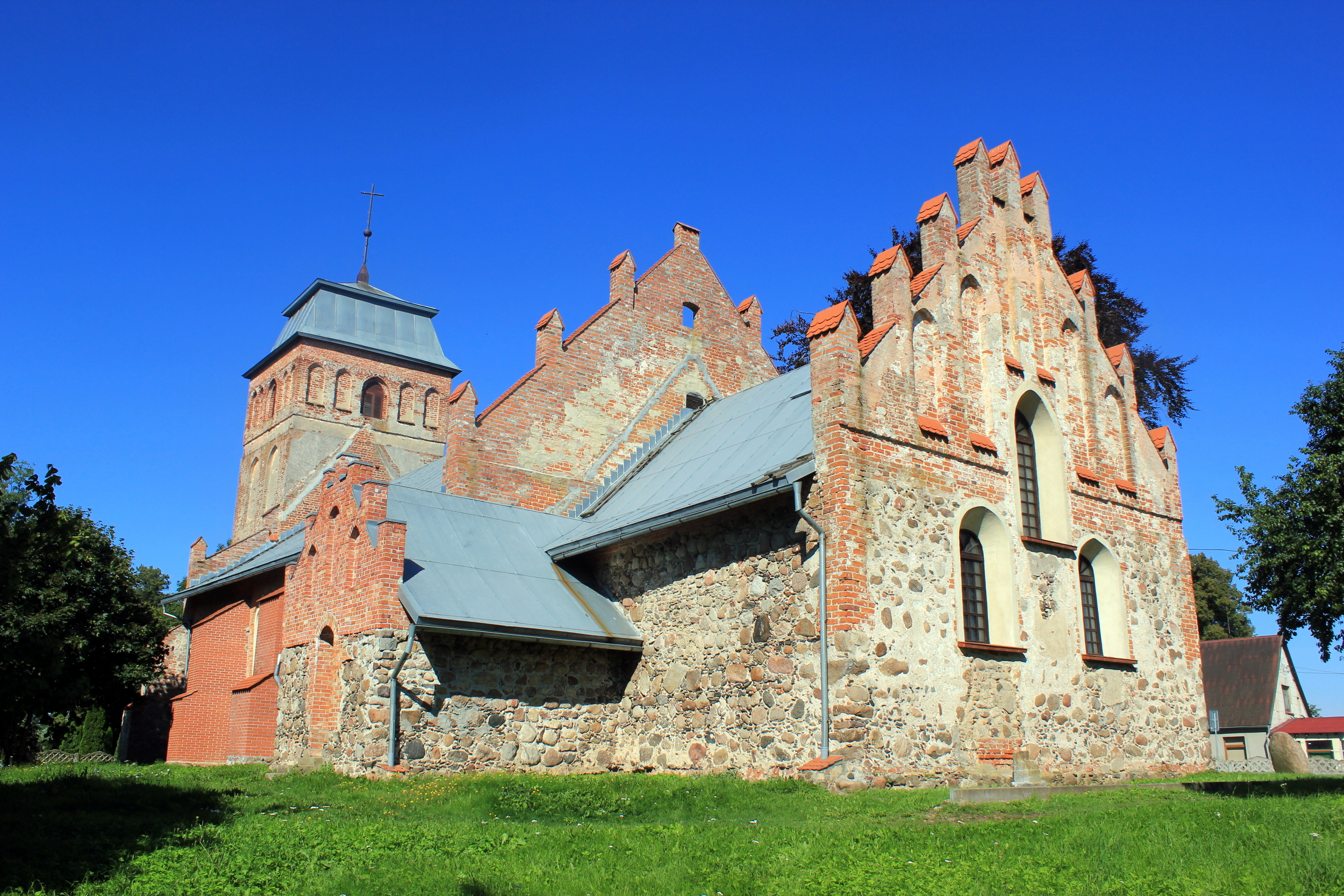
Гросс-Легиттенская кирха в посёлке Тургенево

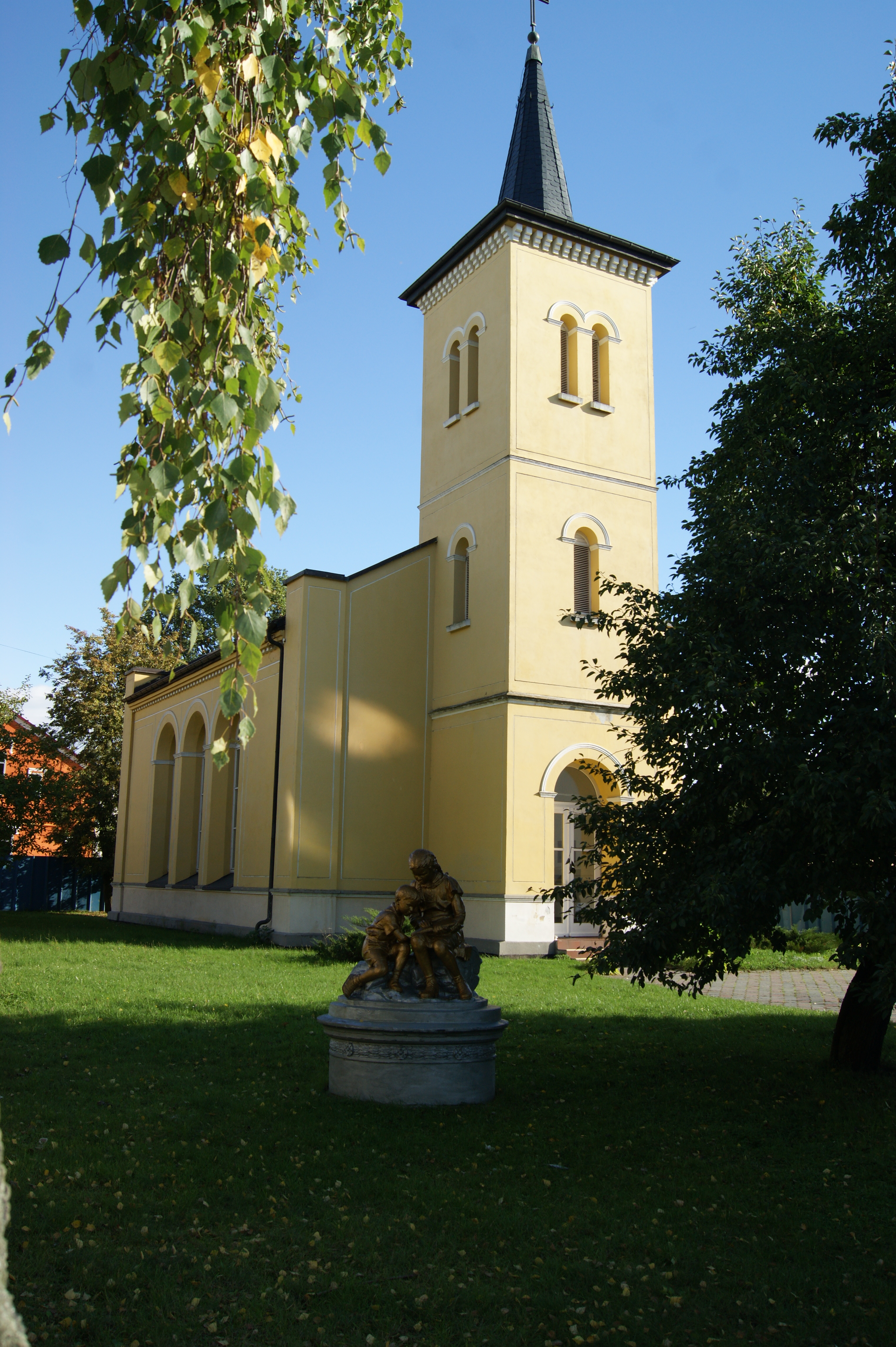
Зальцбургская кирха в городе Гусев

Калининградское пробство — пробство евангелическо-лютеранской церкви, действующее на территории Калининградской области. Пробство относится к Евангелическо-лютеранской церкви Европейской части России, входящей в Союз Евангелическо-лютеранских церквей.

## Храмы
Следующие храмы относятся к Калининградскому пробству:
- Церковь Воскресения в Калининграде — центральная церковь пробства, открытая в 1999 году;
- Зальцбургская кирха XIX века в городе Гусеве;
- Гросс-Легиттенская кирха XV века в посёлке Тургенево;
- Мюльхаузенская кирха XV века в посёлке Гвардейское.

Также к пробству относится Дом молитвы в Славске — переделанный амбар при Кирхе Хайнрихсвальде.

## Диаконические учреждения
К пробству относятся следующие диаконические учреждения:
- Дом Престарелых имени Карла Блюма (посёлок Задорожье, Озерский район);
- Диаконический Центр «Дом Зальцбург» (город Гусев);
- Детский приют «Яблонька» (город Калининград).

## Общины
К пробству относятся общины следующих населённых пунктов Калининградской области:
| - Бабушкино - Большая Поляна - Большаково - Дубрава - Гаврилово (посёлок упразднён) - Головкино - Гусев - Гвардейск - Гвардейское - Ясная Поляна - Калининград - Калинино - Красноярское - Маршальское - Междуречье - Некрасово | - Невское - Ново-московское - Полесск - Правдинск - Забродино - Залесье - Щеглы - Зеленоградск - Славск - Сосновка - Светлый - Талпаки - Черняховск - Чистые Пруды - Тургенево |